# 英連邦太平洋航空304便墜落事故
英連邦太平洋航空304便墜落事故（えいれんぽうたいへいようこうくう304びんついらくじこ）とは、アメリカ合衆国のサンフランシスコで発生した航空事故である。
当時世界的な「天才ピアニスト」と呼ばれていたウィリアム・カペルが当該機に搭乗しており犠牲になった。

## 概要
英連邦太平洋航空304便は、オーストラリアから北米を結ぶ路線で、ダグラス DC-6、愛称 Resolution（機体記号：VH-BPE）で運航されていた。1953年10月29日、同便はシドニーからナンディ（フィジー）、カントン島、ホノルルに寄航した後、サンフランシスコ国際空港への着陸アプローチ中に墜落し、乗員乗客19人全員が死亡した。

## 事故原因
事故機となったDC-6の定期便には、乗員8人と乗客11人が搭乗しており、収納能力からすると搭乗率はかなり低かった。ホノルルから9時間25分の飛行時間の後でサンフランシスコの海岸に近づいた午前8時7分（以下現地時間）に、機長は管制塔に連絡した。そのとき彼は有視界飛行をしており、高度500フィートより下が雲に覆われていると通報した。
午前8時15分に、304便は降下を始めたが、午前8時44分に標高1,950フィートの山地に激突した。機体は半マイルの範囲に飛散していた。
民間航空委員会による事故調査によれば、当時現場付近はサンフランシスコ特有の朝霧に覆われており、地表の様子はわかりにくかった。にもかかわらず304便は計器着陸による決められた着陸アプローチを行っていなかったとして、パイロットミスによる事故と断定された。